# Лейкхерст (авиабаза)
Авиабаза Лейкхёрст (англ. Naval Air Engineering Station Lakehurst or NAES Lakehurst) также известна как аэродром Максфилд (англ. Maxfield Field) — военный аэродром и испытательный центр в 5 км к западу от центра города Лейкхёрст, округ Ошен, штат Нью-Джерси, США.

## Основное назначение
База длительное время была центром исследований, испытаний и базирования дирижаблей в Соединённых Штатах, включая четыре жёстких дирижабля: «Шенандоа» (англ. Shenandoah (ZR-1)), «Лос-Анджелес» (англ. Los Angeles (ZR-3)), и «Акрон» (англ. (ZRS-4) Akron). Несколько ангаров, построенных для размещения этих дирижаблей, существует и по сей день. Ангар № 1 для дирижабля «Шенандоа» один из самых больших в мире на тот период. В статье журнала «National Geographic» за январь 1925 года было указано, что ангар «может разместить три здания Вулворт-билдинг (самое высокое здание в мире в тот год), положенные рядом друг с другом». Здесь базировались также мягкие дирижабли ВМС США до, во время и после Второй мировой войны.
С 1994 года авиабаза стала центром компетенций в области исследований и испытаний пригодности корабельных самолётов и вертолётов к применению с палубы авианесущих кораблей (англ. carrier suitability).

## История
- В период 1917—1921 годов Армия США приобрела участок и оборудовала полигон для испытания боеприпасов под названием «Кэмп Кендрик»
- В 1921 году база передана ВМС США и переименована в «Военно-морская авиабаза Лейкхёрст» (Naval Air Station (NAS) Lakehurst)
- С 1921 года (вплоть до 1961 года) на базе был размещен центр исследовательской программы «Легче воздуха» (Lighter Than Air)

- В 1937 году при выполнении посадки загорелся и потерпел катастрофу дирижабль «Гинденбург». С тех пор многим авиабаза известна именно как место гибели этого дирижабля 6 мая 1937 года. Сегодня об этой трагедии напоминает лишь маленький металлический силуэт дирижабля на флагштоке в открытом поле, возле плиты, указывающей место катастрофы
- В 1958 году на базе основан Центр лётных испытаний ВМС США (The Naval Air Test Facility (NATF))
- В 1973 году сюда же из Филадельфии перемещён Инженерный центр морской авиации США (согласно программе пересмотра размещения береговых объектов Shore Establishment Realignment)
- С 1977 года авиабаза входит в состав Инженерного центра ВМС США
- В 1992 году основан Центр авиационных вооружений ВМС США (The Naval Air Warfare Center), в состав которого в качестве отделения вошла и авиабаза Лейкхёрст (Naval Air Warfare Center Aircraft Division Lakehurst).
- В 1994 году на авиабазе создана Группа оценки интерфейса корабельных летательных аппаратов с авиатехническими средствами кораблей (Aircraft Platform Interface (API) Group)
- В феврале 2004 года начата подготовка к объединению военных баз ВМС «Лейкхёрст», СВ «Форт Дикс» (Fort Dix) и ВВС «Магуайр» (McGuire Air Force Base), а в 2005 году объединение этих трёх баз состоялось и была создана объединённая база Магуайр — Дикс — Лейкхёрст.